# DeVon Hardin
Pour les articles homonymes, voir Hardin.
DeVon Hardin, né le 7 septembre 1986, à Long Beach, en Californie, est un joueur américain de basket-ball. Il évolue aux postes d'ailier fort et de pivot.

## Palmarès
- Champion de Biélorussie 2011